# ماری اسکاتلند
ماری اسکاتلند (به انگلیسی: Mary of Scotland) فیلمی در ژانر درام، زندگی‌نامه‌ای و تاریخی به کارگردانی جان فورد در سال ۱۹۳۶، با بازی کاترین هپبورن در نقش فرمانروای قرن شانزدهم ماری، ملکه اسکاتلند و محصول شرکت آرکی‌او پیکچرز است. این فیلم اقتباسی از نمایش‌نامه مکسول اندرسون به نام ماری ملکه اسکاتلند نوشته شده در سال ۱۹۳۳ است و فیلم‌نامه آن توسط دادلی نیکولز نوشته شده‌است.
جینجر راجرز می‌خواست نقش ماری را بازی کند و تستی روی صحنه انجام داد، اما شرکت آرکی‌او پیکچرز درخواست او را برای بازیگری در فیلم رد کرد و احساس کرد که این نقش با چهره او مناسب نیست.

## خلاصه داستان
ماری (کاترین هیپبورن)، با بر عهده گرفتن تاج و تخت خود به‌عنوان ملکه اسکاتلند، وحشت در دل ملکه الیزابت اول (فلورنس الدریج) می‌اندازد.
پس از ۱۸ سال تحمل در زندان به دستور الیزابت، به ماری پیشنهاد داده می‌شود که اگر تاج و تخت خود را کنار بگذارد عفو می‌شود. آیا او این معامله را می‌پذیرد یا در عوض می‌میرد؟

## بازیگران
- کاترین هیپبورن در نقش ماری
- فردریک مارچ در نقش ارل بوفول
- فلورنس الدریج در نقش ملکه انگلستان
- داگلاس والتن در نقش لُرد دارنلی
- جان کاراداین در نقش دیوید ریتزیو
- رابرت برت در نقش مورتون
- گوین مویر در نقش لستر
- ایان کیث در نقش جیمز استوارت، ارل موری یکم
- مورونی اولسن در نقش جان ناکس
- ویلیام استک در نقش لرد روثون
- رالف فوربز در نقش راندولف
- آلن موبری در نقش تروکمورتون
- فریدا اینسکورت در نقش مری بیتون
- دونالد کریسپ در نقش هانتلی
- دیوید تورنس در نقش لیندسی
- مالی لمانت در نقش مری لیوینگستون
- آنیتا کولبی در نقش مری فلمینگ
- ژان فنویک در نقش مری ستون
- لایونل پیپ در نقش بورگلی
- الک کریگ در نقش دونال
- مری گوردون در نقش پرستار
- مونته بلو در نقش پیام‌رسان
- لئونارد مودی در نقش میتلند
- براندون هورست در نقش آیران
- ویلفرد لوکاس در نقش لکسینگتون
- دارسی کوریگان در نقش کرکالدی
- فرانک بیکر در نقش داگلاس
- سیریل مک‌لاگلن در نقش فاودونسید
- دوریس لوید در نقش همسر ماهی‌گیر
- رابرت وارویک در نقش سر فرانسیس نولیز
- ماری کینل در نقش قاضی
- لورنس گرانت در نقش قاضی
- ایوان اف‌سیمپسون در نقش قاضی
- نایجل دی‌برولیه در نقش قاضی
- بارلو بورلند در نقش قاضی
- والتر بایرون در نقش والسینگهام
- ویندهام استدینگ در نقش یک گروهبان با اسلحه
- ارل فاکس در نقش ارل کنت
- پل مک‌آلیستر در نقش دو کروش
- لایونل بلمور در نقش یک ماهی‌گیر
- گاستون گلس در نقش یک فرانسوی
- نیل فیتزجرالد در نقش یک نجیب زاده
- تامی باپ در نقش پسری در قایق
- رابرت هومنز در نقش زندان‌بان
- هری تنبروک در نقش نگهبان
- بابز واتسون در نقش پسر ماهی‌گیر
- وینتر هال

## نکته

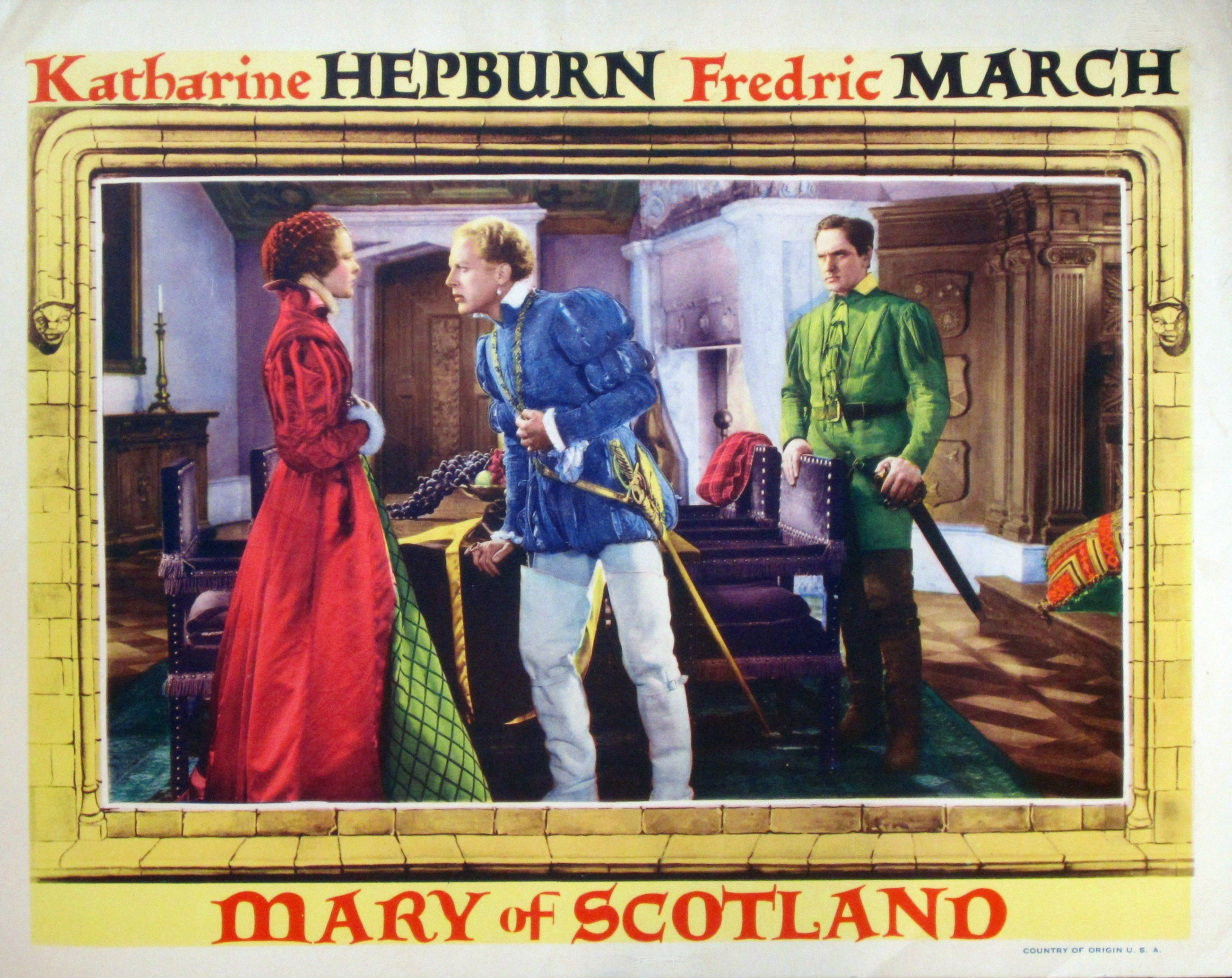
کارت لابی با کاترین هپبورن، داگلاس والتون و فردریک مارچ

این فیلم به حقیقت تاریخی نزدیک نیست و ماری (کاترین هیپبورن) را به‌عنوان یک کشته‌شده مظلوم و همسر سومش جیمز هپبورن، ارل بوفول (فردریک مارچ) در مقابل ماری به عنوان یک قهرمان رمانتیک نشان می‌دهد. در حالی که بوفل به عنوان یک آدم بی‌اخلاق معروف بوده است و فقط آخرین ازدواج او با ماری حقیقی بوده است. با توجه به موقعیت تاریخی ماری، حبس کاذب الیزابت یکم و فتنه پروتستان انگلیسی در اسکاتلند، ادعای او را برای تاج و تخت اسکاتلند و تاج و تخت انگلستان تضعیف کرد و او را به تهدیدی مستقیم برای الیزابت یکم تبدیل کرد.
در ابتدای فیلم، ماری به عنوان وارث قانونی هنری هفتم، پادشاه انگلستان توصیف می‌شود، در حالی که در واقع او وارث جیمز پنجم، پادشاه اسکاتلند بوده است.

## نظرات

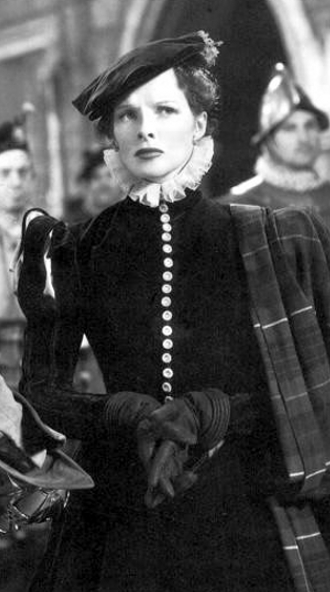
کاترین هپبورن در تبلیغاتی از فیلم

نقدهای معاصر این فیلم به طور کلی مثبت بود. فرانک اس. نوجنت از "نیویورک تایمز" نوشت که "ترکیبی عالی و صرفا کافی" دارد. او نوشت که فیلم دارای «عمق، نشاط، گرما و انسانیت» بود، اما دارای صحنه‌هایی بود که «نشاطی که در نمایش‌نامه بود را نداشتند» و شخصیت (کاترین هپبورن) را در مقایسه با ماری واقعی بسیار ملایم می‌دانست.
مجله ورایتی: «بازیگران فوق‌العاده قوی» و کارگردانی «مطمئنانه» فورد و بازی هپبورن را اینگونه توصیف کرد: "نه واقعا ماری استوارت، بلکه کتی هپبورن. و این به نفع فیلم است زیرا شخصیت ماری را بسیار قابل قبول‌تر می‌کند." با این حال، بازبینی فیلم را خیلی طولانی و پایان آن را بسیار غمگین می‌داند، و قبول کرد فیلم نمی‌تواند بدون استناد تاریخی پایان یابد.
گزارش "فیلم دایلی": درام تاریخی تاثیرگذار به خوبی کار شده و با تمایز با داستان واقعی ساخته شده است."
"موشن پیکچرز دایلی": این فیلم را "یک درام فوق العاده قدرتمند" با اجرای "صادقانه، هوشمندانه و واقعی" هپبورن نامید.
راسل مالونی در «نیویورکر» فیلم را نقد منفی کرد و نوشت که علیرغم ارزش تولید بالای آن، «این فیلم ربطی به مکسول ندارد. نمایش‌نامه اندرسون یا هر درام تاریخی دیگری در آن دوره است می‌توانست بر روی صحنه برود و تفاوتی ایجاد نمی‌کرد.» 
مالونی درباره عملکرد هپبورن نوشت که او «از همان ابتدا کارت‌ها را روی او انباشته بودند، ولی مجلل بودن به طور طبیعی در شخصیت‌پردازی او اختلال ایجاد می‌کند»."
این فیلم امروزه مورد توجه منتقدان قرار نمی‌گیرد و در زمان خود، شکست در گیشه را تجربه کرد و باعث ضرر ۱۶۵۰۰۰ دلاری شد. این دومین شکست پیاپی کاترین هیپبورن بود و باعث شد که در اواخر دهه ۱۹۳۰ به او لقب "زهر باکس آفیس" داده شود و (پس از دو سال غیبت در سینما) در سال ۱۹۴۰ با فیلم «داستان فیلادلفیا» به مترو گلدن مایر بر می‌گردد.